# Lista de nomes de valquírias

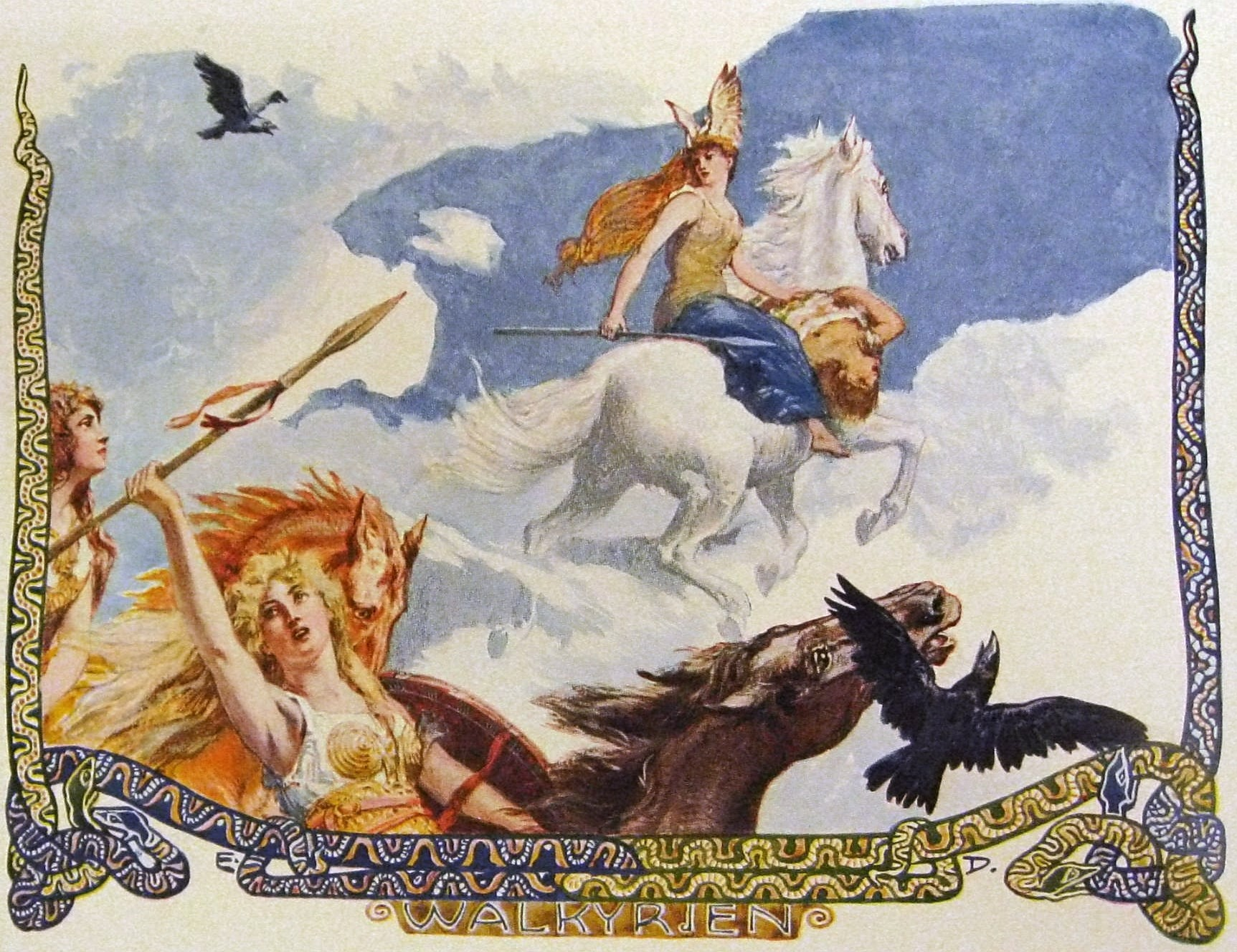
"Walkyria" (1905) por Emil Doepler

Na mitologia nórdica, uma valquíria (do nórdico antigo valkyrja "selecionadora dos caídos") faz parte de uma série de figuras femininas que decidem quem morrerá em batalha. Selecionando entre metade daqueles que morrem em batalha (a outra metade vai para o campo da vida após a morte da deusa Freyja, Fólkvangr), as valquírias trazem seus escolhidos para o salão dos mortos da vida após a morte, Valhalla, governado pelo deus Odin. Lá, quando os einherjar não estão se preparando para os acontecimentos do Ragnarök, as valquírias lhes levam hidromel. Também aparecem como amantes de heróis e outros mortais, onde são por vezes descritas como filhas da realeza, acompanhadas por corvos ou ligadas a cisnes. 
Os poemas nórdicos antigos Völuspá, Grímnismál, Darraðarljóð e a seção Nafnaþulur do livro Skáldskaparmál da Edda em prosa fornecem listas de nomes de valquírias. Outros nomes aparecem unicamente fora destas listas, como Sigrún (que é atestado nos poemas Helgakviða Hundingsbana I e Helgakviða Hundingsbana II). Os nomes das valquírias geralmente enfatizam associações com a batalha e, em muitos casos, com a lança — uma arma fortemente associada ao deus Odin. Estudiosos como Hilda Ellis Davidson e Rudolf Simek propõem que os nomes das valquírias em si não contêm individualidade, mas são bastante descritivos dos traços e da natureza das deusas da guerra, e são possivelmente criações descritivas de skalds, um tipo de poeta escandinavo tradicional.
Alguns nomes de valquírias podem descrever os respectivos papéis e habilidades. O nome da valquíria Herja pode apontar para uma ligação etimológica com Hariasa, uma deusa germânica atestada numa pedra de 187 d.C. O nome Herfjötur foi teorizado como apontando para a capacidade das valquírias de colocar grilhões, o que as conectaria ao Idisi anterior. O nome Svipul pode ser uma descrição da influência que as valquírias têm sobre wyrd ou ørlog — um conceito germânico de destino.

## Nomes
| Nome                                                        | Significado                                                                                | Referencia                                            |
| ----------------------------------------------------------- | ------------------------------------------------------------------------------------------ | ----------------------------------------------------- |
| Brynhildr                                                   | "Armadura de batalha"                                                                      | Skáldskaparmál                                        |
| Eir                                                         | "Paz '' ou"Socorro"                                                                        | Nafnaþulur                                            |
| Geirahöð                                                    | Ligado ao Nordico antigo geirr ("lança") and höð ("batalha").                              | Grímnismál                                            |
| Geiravör                                                    | "Lança de vör"                                                                             | Nafnaþulur                                            |
| Geirdriful                                                  | "Lança-flinger"                                                                            | Nafnaþulur                                            |
| Geirönul, Geirrönul, Geirömul, Geirölul (various spellings) | Não há certeza ; possivelmente conectado ao nome Geirölnir (Odin) e ao nome do anão Ölnir. | Grímnismál, Nafnaþulur                                |
| Geirskögul                                                  | "Lança de skögul"                                                                          | Hákonarmál, Völuspá, Nafnaþulur                       |
| Göll                                                        | "Tumulto" ou" batalha"                                                                     | Grímnismál, Nafnaþulur                                |
| Göndul                                                      | "Portadora da lança mágica"                                                                | Völuspá, Nafnaþulur                                   |
| Guðr or Gunnr                                               | "Guerra" ou "batalha"                                                                      | Völuspá, Darraðarljóð, Gylfaginning, Nafnaþulur       |
| Herfjötur                                                   | "Host-fetter"                                                                              | Grímnismál, Nafnaþulur                                |
| Herja                                                       | Do nórdico antigo herja e herjón ("devastador")                                            | Nafnaþulur                                            |
| Hlaðguðr svanhvít                                           | "Hlaðguðr Cisne Branco"                                                                    | Völundarkviða                                         |
| Hildr                                                       | "Batalha"                                                                                  | Völuspá, Grímnismál, Darraðarljóð, Nafnaþulur         |
| Hjalmþrimul                                                 | Possivelmente "mulher guerreira"                                                           | Nafnaþulur                                            |
| Hervör alvitr                                               | Alvitr "Criatura estranha"                                                                 | Völundarkviða                                         |
| Hjörþrimul                                                  | "A Guerreira das espadas," deriva do nórdico Antigo hjörr ("espada") e þrima ("batalha,")  | Darraðarljóð, Nafnaþulur                              |
| Hlökk                                                       | "Batalha"                                                                                  | Grímnismál, Nafnaþulur                                |
| Hrist                                                       | Do nórdico antigo hrista (''balanço")                                                      | Grímnismál, Nafnaþulur                                |
| Hrund                                                       | "Pricker"                                                                                  | Nafnaþulur                                            |
| Kára                                                        | "Tempestade selvagem" (baseado no Nordico Antigo afkárr, "wild")                           | Helgakviða Hundingsbana II                            |
| Mist                                                        | "Nevoeiro"                                                                                 | Grímnismál, Nafnaþulur                                |
| Ölrún                                                       | Possivelmente vem de "ale-rune" runa ale                                                   | Völundarkviða                                         |
| Randgríðr, Randgrid                                         | possivelmente "escudo destruidor"                                                          | Grímnismál, Nafnaþulur                                |
| Ráðgríðr                                                    | "Conselho de trégua"                                                                       | Grímnismál, Nafnaþulur                                |
| Reginleif                                                   | "Filha de deus"                                                                            | Grímnismál, Nafnaþulur                                |
| Róta                                                        | Possivelmente vem do Nórdico Antigo róta ("Tempestade")                                    | Gylfaginning                                          |
| Sanngriðr                                                   | "Muito violenta, muito cruel"                                                              | Darraðarljóð                                          |
| Sigrdrífa                                                   | ""incitadora para vitoria"                                                                 | Sigrdrífumál                                          |
| Sigrún                                                      | "runa sig"                                                                                 | Helgakviða Hundingsbana I, Helgakviða Hundingsbana II |
| Skalmöld                                                    | "tempo das espadas"                                                                        | Nafnaþulur                                            |
| Skeggöld or Skeggjöld                                       | referencia a machado                                                                       | Grímnismál, Nafnaþulur                                |
| Skögul                                                      | "lançadora"                                                                                | Hákonarmál, Völuspá, Grímnismál, Nafnaþulur           |
| Skuld                                                       | possivelmente futuro"                                                                      | Völuspá, Gylfaginning, Nafnaþulur                     |
| Sveið                                                       | vibração                                                                                   | Nafnaþulur                                            |
| Svipul                                                      | "fazer"                                                                                    | Darraðarljóð, Nafnaþulur                              |
| Þögn                                                        | "Silencio"                                                                                 | Nafnaþulur                                            |
| Þrima                                                       | "luta"                                                                                     | Nafnaþulur                                            |
| Þrúðr                                                       | "poder"                                                                                    | Grímnismál, Nafnaþulur                                |

## Notes
1. ↑  Davidson (1988:96).
2. ↑  Examples include Davidson (1988:96–97) and Simek (2007:349).
3. ↑  Simek (2007:143). For Hariasa, Simek (2007:131).
4. ↑  Simek (2007:142).
5. ↑  Simek (2007:308).
6. ↑  For "armor battle", see Haymes (2010:27).
7. ↑  Lindow (2001:105).
8. ↑  Orchard (1997:36).
9. 1 2 3 4  Simek (2007:102).
10. ↑  Simek (2007:102–103).
11. ↑  Orchard (1997:193).
12. 1 2 3 4 5 6 7 8 9  Orchard (1997:194).
13. ↑  Simek (2007:115).
14. ↑  Simek (2007:125).
15. ↑  Simek (2007:143).
16. ↑  Simek (2007:151).
17. ↑  Orchard (1997:192).
18. 1 2  Simek (2007:150).
19. ↑  Orchard (1997:83).
20. ↑  Simek (2007:160).
21. ↑  Simek (2007:182).
22. ↑  Orchard (1997:194) and Simek (2007:218).
23. ↑  Ochard (1997:278).
24. ↑  Simek (2007:261).
25. ↑  Simek (2007:262).
26. ↑  Vigfusson (1874:503).
27. ↑  Simek (2007:275).
28. ↑  Simek (2007:284).
29. ↑  Simek (2007:288).
30. ↑  Orchard (1997:151).
31. ↑  Simek (2007:306).
32. ↑  Simek (2007:308).
33. ↑  Simek (2007:316).
34. ↑  Simek (2007:328).
35. ↑  Orchard (1997:195).